# 上帝之城 (里约热内卢)
上帝之城（Cidade de Deus,葡萄牙語發音：[siˈdadʒi dʒi ˈdewʃ],CDD）是巴西里约热内卢西区的一个社区，成立于1960年，由瓜纳巴拉州政府计划执行，作为系统地清除里约热内卢市中心的贫民窟，并将其居民迁往郊区策略的一部分。

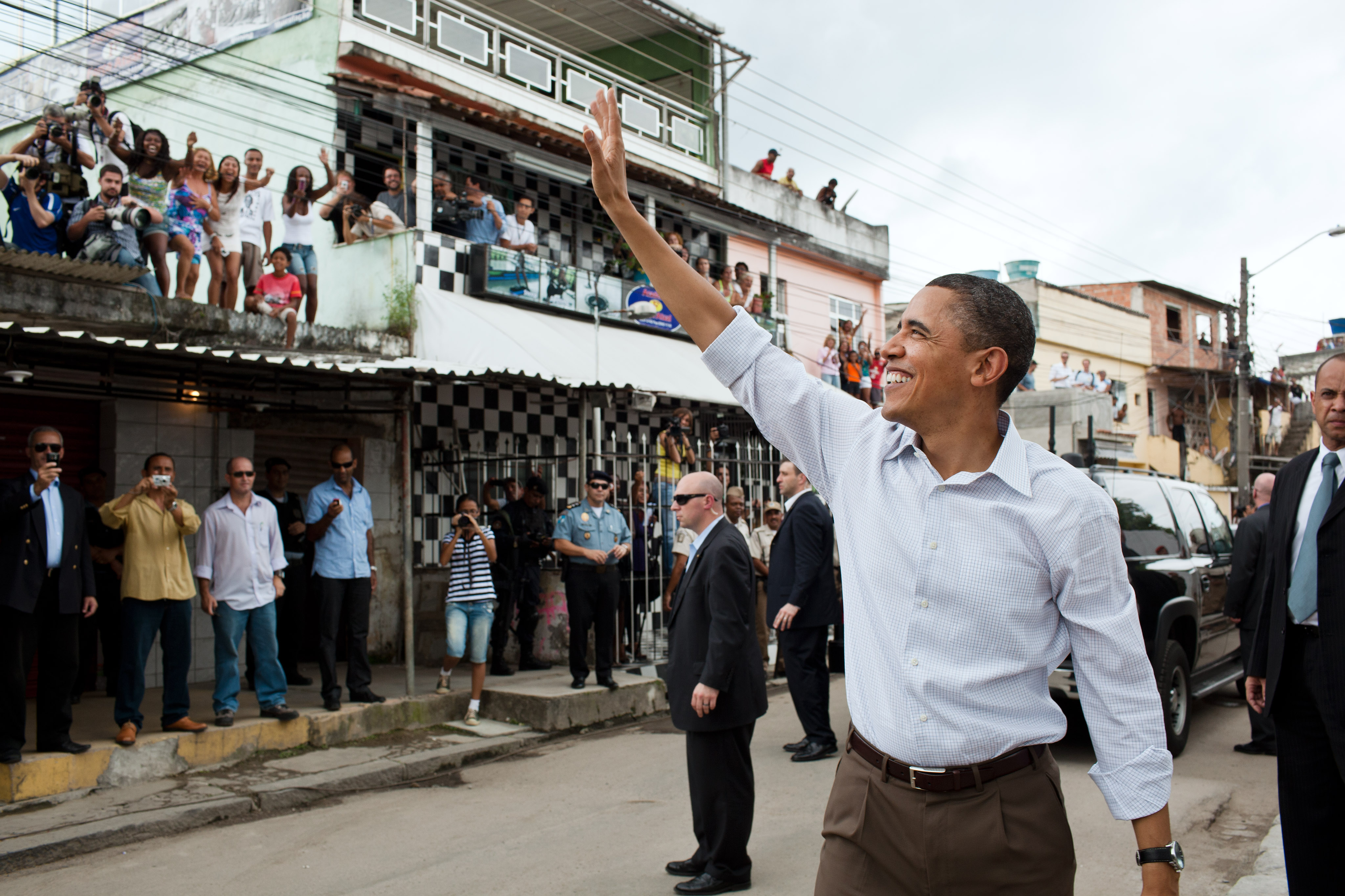
美国总统奥巴马访问上帝之城贫民窟

2002年的电影《上帝之城》以该区作为背景。

## 基本统计
- 面积（ 2003 ） ： 1.2058公里²
- 人口（2000年） ： 38,016
- 公寓（2000年） ： 10,866